# Аквитания (херцогство)
Вижте пояснителната страница за други значения на Аквитания.
Херцогство Аквитания (на окситански: Ducat d'Aquitània; на френски: Duché d'Aquitaine; на немски: Herzogtum Aquitanien) е историческа територия, една от най-важните феодални територии в средновековна Франция между 675 – 838 г. със столица Бордо.

## История
Намира се на територията на римската провинция Галия Аквитания, която обхващала Централна и Югозападна Франция и през късната древност се деляла на Aquitania prima, Aquitania secunda и Aquitania tertia.
До 507 г. влиза в кралството на вестготите. През 507 г. кралят на франките Хлодвиг I завоюва в битката при Вуйе територията Аквитания от Аларих II. През 555 г. крал Хлотар I въвежда т.нар. „Първо аквитанско кралство“ за сина си Храмн († 560). През 561 г. територията е дадена на Хариберт I. През 567 г. братята на Хариберт си разделят неговото кралство. През 583 г. крал Хилперих I (561 – 584) назначава своя пълководец Дезидерий за херцог на Аквитания. Няколко години е под управлението на Хариберт II (608 – 632), братът на крал Дагоберт I. След смъртта на Хариберт II кралството престава да съществува. Аквитанците избират за херцог Бодогизел, който е признат от Дагоберт I.
През края на 7 век, след смъртта на меровингския крал Хилдерих II († есента 675 г.), херцозите се възползват от смутовете във Франкското кралство, стават самостоятелни и вземат титлата Aquitaniae princeps (или князе). През втората половина на 8 век Меровингите подчиняват отново Аквитания. След смъртта на Пипин I (797 – 838) и Пипин II (823 – 852), територията преминава към Кралство Аквитания (6 – 9 век). От 852 г. франкските крале от династията на Каролингите отново започват да назначават херцози на Аквитания, а след това, с малък промеждутък, от 887 г. По-късно херцогството започнало да се нарича Гиен.

## Владетели на Аквитания

### Херцози на Аквитания под владение на франкските крале
Меровингските крале са в удебелен шрифт.
- Храмн (555 – 560)
- Дезидерий (583 – 587)
- Бладаст (583 – 587)
- Гундовалд (584 – 585) узурпатор
- Астробалд (587 – 589)
- Сереус (589 – 592)
- Хариберт II (629 – 632), крал на Аквитания
- Хилперих (632), крал на Аквитания
- Бодогизел (Boggis, Bohggis, Bodogisel) (632 – 660)
- Феликс (660 – 670)
- Луп I (670 – 676)
- Одо Велики (688 – 735)
- Хуналд I (735 – 748), син на Одо Велики, отрекъл се от престола и отишъл в манастир. Възможно е след това да се е върнал като Хуналд ІІ
- Вайфар (748 – 767), син на Хуналд І
- Хуналд II (767 – 769), възможно е да е Хуналд І, завърнал се от манастира
- Луп II (768 – 781), дук на Гаскона

### Каролингско кралство Аквитания
След 778 г. Карл Велики не назначава повече херцози в Аквитания. През 781 г. той назначава своя син Луи І Благочестиви за васален крал на Акнитания. След Луи І Благочестиви още ридица представители на Каролингите управляват този регион като крале, зависими от Франкската империя.
- Луи І Благочестиви (* 778; † 20 юни 840) (781 – 817); император на Западната Франкска държава (814 – 840); крал на Италия
- Пипин I (* 797; † 13 декември 838) (817 – 838), син на Луи І Благочестиви
- Карл II Плешиви (Шарл) (* 13 юни 823; † 13 октомври 877) (838 – 843, 848 – 854), син на Луи І Благочестиви; крал на Швабия (831 – 833); Крал на Франция (Шарл І 843 – 877); крал на Италия (875 – 877); крал на Лотарингия (869 – 877); Император на СРИ (875 – 877)
- Пипин II (* 823; † 865) (838 – 864), син на Пипин I от Аквитания
- Карл III Детето (* 847/848 - 866) (855 – 866), син на Карл II Плешиви
- Луи IIІ Заекващия (* 1 ноември 843; † 10 април 879) (866 – 879), син на Карл II Плешиви; крал на Франция (Луи II Заекващия 877 – 879); крал на Лотарингия (Людовик IІ Заекващия 877 – 879)
- Карломан (* 866; † 6 декември 884) (879 – 884), син на Луи II Заекващия; крал на Франция (Карломан ІІ 879 – 884)

### Херцози на Аквитания под владение на франкските крале
От 852 г. франкските крале от династията на Каролингите отново започнали да назначават херцози на Аквитания, а след това, с малък промеждутък, от 887 г. По-късно херцогството започнало да се нарича Гиен.
- Рамнулф І (* ок. 820; † 15 септември 866) (852 – 866) дом дьо Поатие
- Бернар Плантвелю (* 22 февруари 841; † 20 май 886) (885 – 886) Овернски дом
- Рамнулф ІІ (* до 850; † 5 август 890) (887 – 890) дом дьо Поатие
- Ебл Манцер (Бастард) (* ок. 870; † 934) (890 – 893, 927 – 932) дом дьо Поатие
- Гийом І Благочестиви (* 860/865; † 28 юни 918) (893 – 918) Овернски дом
- Гийом ІІ Младия (918 – 926) Каркасонски дом
- Акфред (926 – 927) Каркасонски дом
- Раймунд І Понс (932 – 936) дом дьо Руерг
- Раймунд ІІ (936 – 955) дом дьо Руерг
- Хуго Велики (* ок. 897; † 16 юни 956) (955 – 956) династия Капетинги
- Гийом ІІІ (* ок. 910; † 3 април 963) (962 – 963) дом дьо Поатие, всички останали до 1137 г. са от дом дьо Поатие
- Гийом ІV Желязната ръка (* 935/937; † 995) (963 – 995), син на Гийом ІІІ
- Гийом V Велики (995 – 1030), син на Гийом ІV
- Гийом VІ Дебелия (1030 – 1038), 1-ви син на Гийом V
- Ед (1038 – 1039), 2-ри син на Гийом V, крал на Гаскония (1036 – 1039)
- Гийом VІІ (1039 – 1058), 3-ти син на Гийом V
- Гийом VІІІ (1058 – 1086), 4-ти син на Гийом V
- Гийом ІХ Трубадур (* 1071; † 1127) (1086 – 1127), син на Гийом VІІ
- Гийом Х Свети (* 1099; † 9 април 1137) (1127 – 1137), син на Гийом ІХ

### Плантагенети
От 1152 до 1442 г. херцогство Аквитания е владение на династията Плантагенет, която управлява Англия като независима монархия, но притежава владения и във Франция. Често английските крале са по-силни от френските и проявяват нежелание да се подчиняват на френските крале като васали, което води до множество конфликти в средновековна Западна Европа.
- Хенри II (1152 – 89), също крал на Англия, херцог на Аквитания по силата на брака си с Елеонор Аквитанска
- Ричард I Лъвското сърце (1189 – 99), също крал на Англия, херцог на Аквитания по майчина линия
- Джон I (1199 – 1216), също крал на Англия, херцог на Аквитания по майчина линия до смъртта ѝ през 1204.
- Хенри III (1216 – 72), също крал на Англия
- Едуард I (1272 – 1307), също крал на Англия
- Едуард II (1307 – 25), също крал на Англия
- Едуард III (1325 – 62), също крал на Англия

Ричард Лъвското сърце умира преди майка си Елеонор Аквитанска. През 1189 г. тя е регент на херцогството, докато той е на кръстоносен поход.